# Monaster Pskowsko-Pieczerski

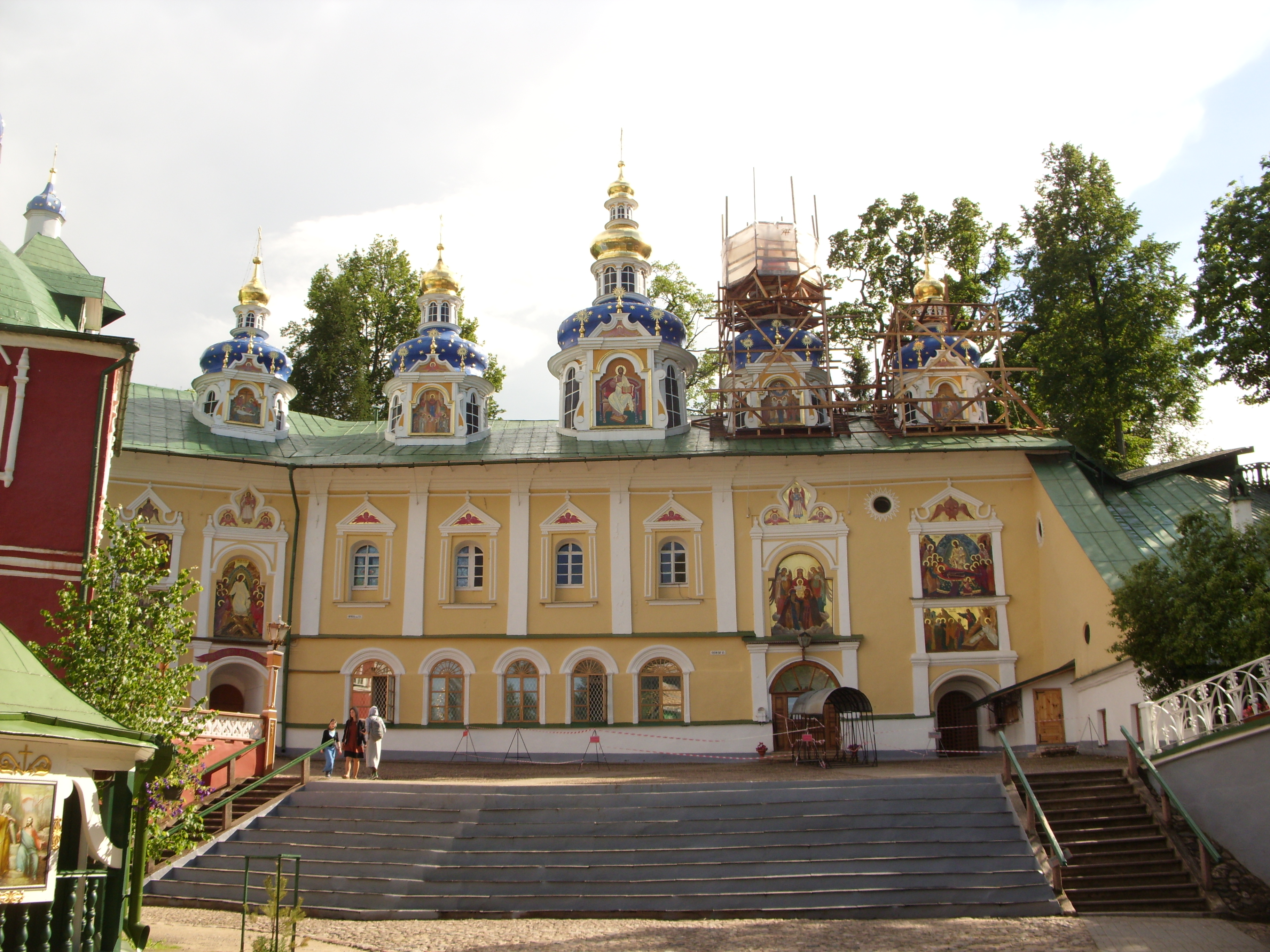
Sobór Zaśnięcia Matki Bożej w kompleksie klasztornym

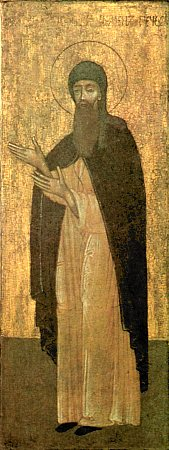
Korneliusz Pskowsko-Pieczerski

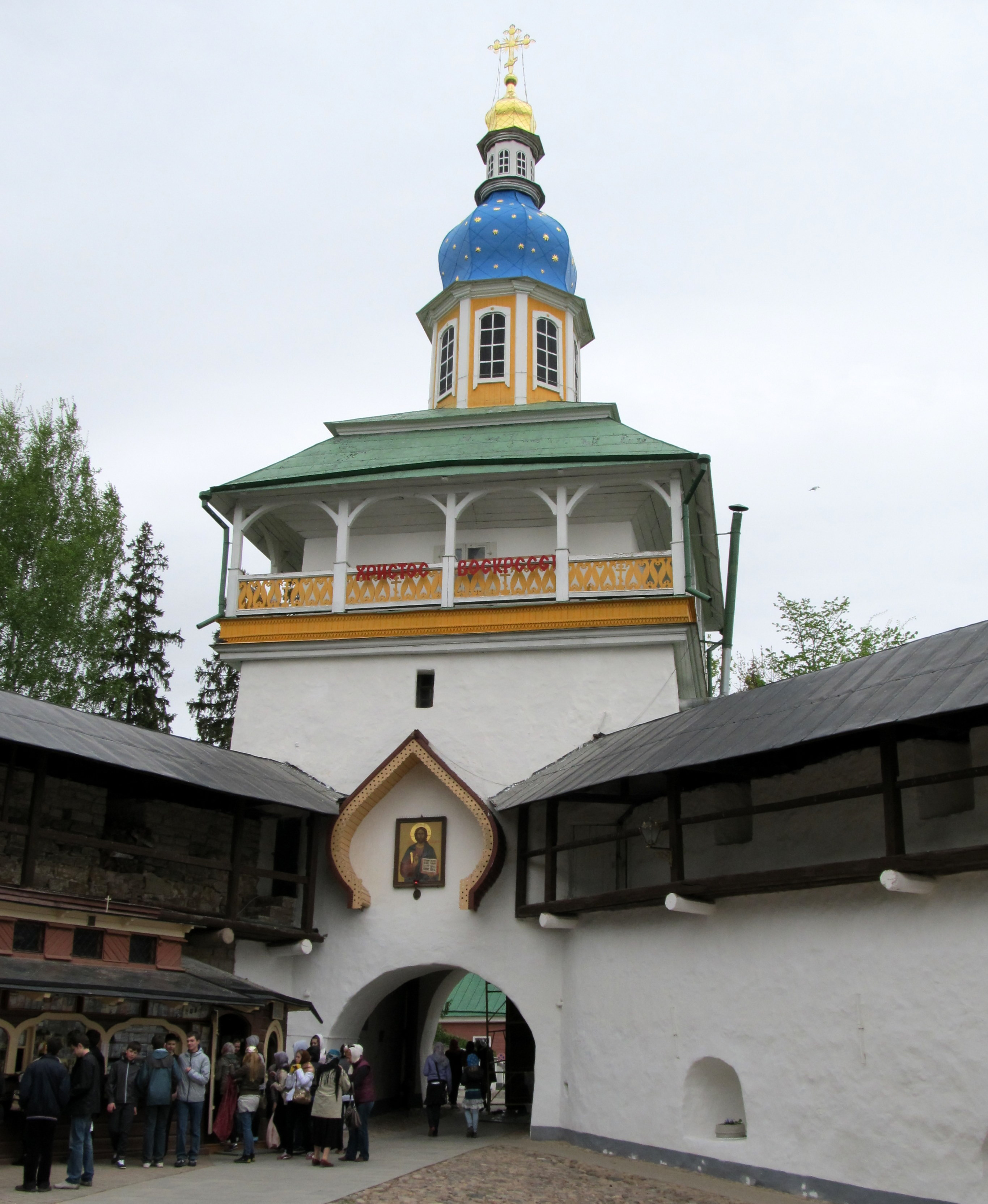
Brama monasterska

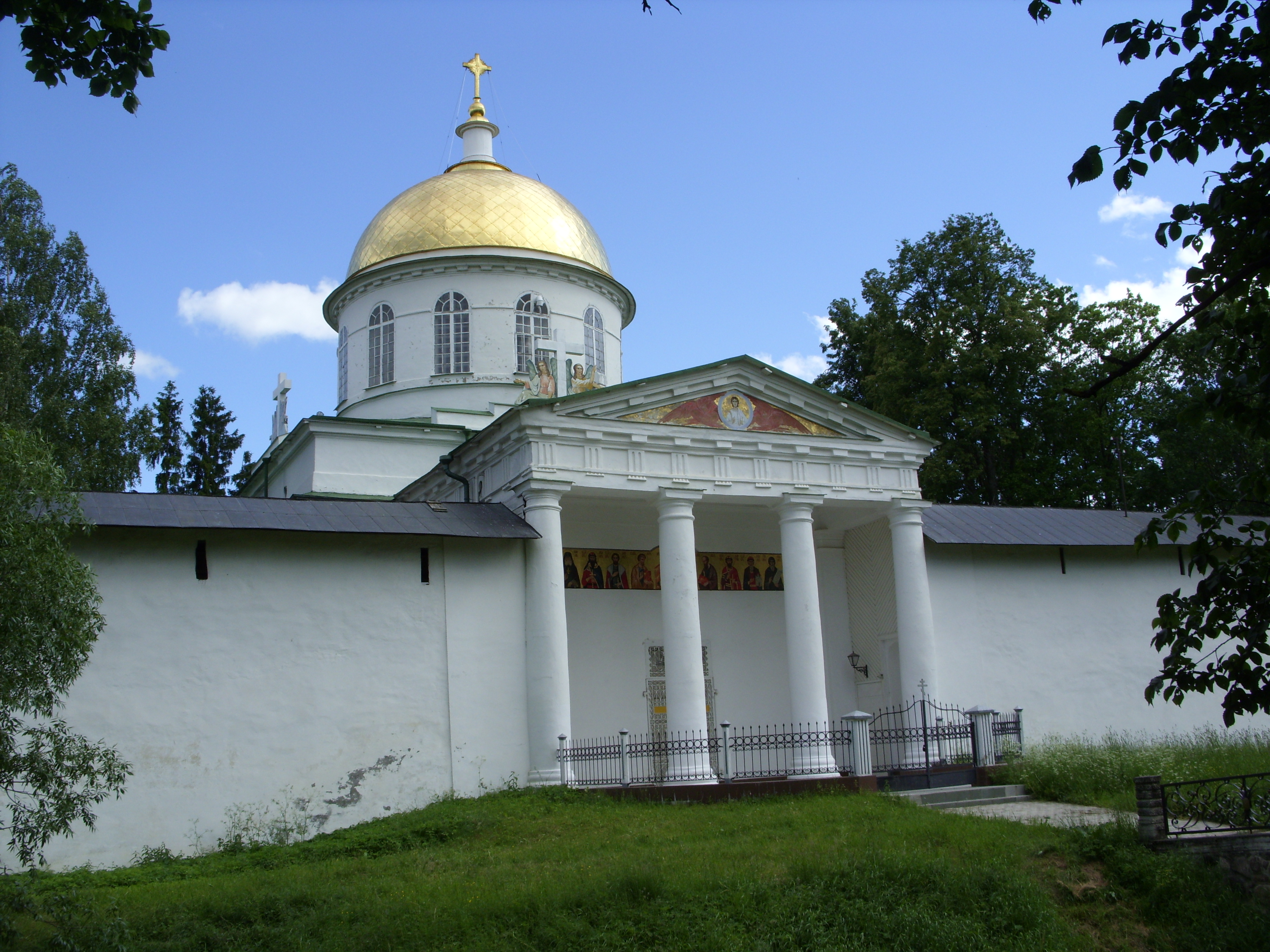
Sobór św. Michała Archanioła

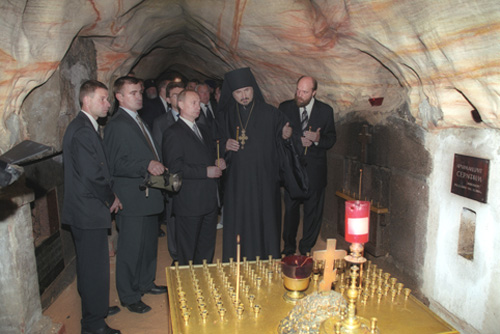
Wizyta prezydenta Rosji Władimira Putina w klasztornych pieczarach, 2000

Monaster Pskowsko-Pieczerski – męski prawosławny klasztor w Pieczorach, w jurysdykcji eparchii pskowskiej Rosyjskiego Kościoła Prawosławnego.
Jeden z najbardziej znanych i najważniejszych rosyjskich klasztorów prawosławnych. Założony według różnych wersji na przełomie wieku XIV i XV lub w II połowie XV stulecia, rozwinął się w okresie sprawowania godności przełożonego przez igumena Korneliusza (1529–1573). Położony w pobliżu zachodniej granicy państwa moskiewskiego, do 1721 odgrywał znaczącą rolę obronną.
Zniszczony przez bolszewików w 1918 monaster znalazł się po wojnie o niepodległość Estonii w granicach tego państwa, co uchroniło go przed likwidacją i umożliwiło odbudowę. W latach 1932–1940 mieścił seminarium duchowne Estońskiego Apostolskiego Kościoła Prawosławnego. Pozostał czynny po II wojnie światowej.

## Historia

### Początki
Moment, w którym na miejscu dzisiejszego klasztoru osiedlili się pierwsi anachoreci, nie jest precyzyjnie ustalony. Według tradycji mnisi, żyjący w niezależnych od siebie pustelniach, pojawili się tam na przełomie XIV i XV w. Podanie wymienia imię mnicha Marka, określając go jako świętego starca. Według innej wersji wydarzeń pierwszym mnichem w tym miejscu był Jonasz, który osiedlił się tam w 1473.

### XVI–XIX w.
Szybki rozwój nowej wspólnoty miał miejsce w okresie sprawowania godności przełożonego przez igumena Korneliusza, kierującego klasztorem od 1529 do 1570. W okresie tym liczba mnichów wzrosła z 15 do 200. Monaster rozwijał się również dzięki wsparciu finansowemu miejscowej szlachty. Obiektem szczególnym kultu była znajdująca się w nim uważana za cudowną Pskowsko-Pieczerska Ikona Matki Bożej. Jeszcze w XVI stuleciu mnisi założyli również filię klasztoru w Pskowie, zaś w samym monasterze wznieśli murowaną cerkiew Zwiastowania, która stała się główną świątynią obiektu w miejsce starszej, drewnianej cerkwi Czterdziestu Męczenników. W 1565 klasztor otoczono murem z basztami. W okresie zarządzania monasterem igumen Korneliusz opracował również jego kronikę zatytułowaną Powiest' o naczale Pieczerskogo monastyria, źródłem dla której były wspomnienia najstarszych zakonników.
W 1570 car Iwan IV Groźny, niesłusznie podejrzewając ihumena Korneliusza o zdradę Rosji w toczącej się wojnie litewsko-rosyjskiej, zamordował go w czasie wizyty w klasztorze.
Z racji przygranicznego położenia monaster pełnił nie tylko rolę typowo religijną, ale i wojskową, jako twierdza na zachodniej granicy państwa moskiewskiego. Był oblegany przez wojska polskie w czasie wojny polsko-rosyjskiej 1577–1582 i oblężenia Pskowa. Klasztoru broniły 2–3 sotnie strzelców. Monaster z powodzeniem bronił się przez pięć miesięcy. Według tradycji cerkiewnej monaster został ocalony za wstawiennictwem Matki Bożej, co upamiętniały w kolejnych stuleciach uroczyste procesje z jej ikoną w 7 niedzielę po Wielkanocy. W XVII w. klasztor był jeszcze wielokrotnie atakowany przez wojska szwedzkie lub polsko-litewskie. W 1701 na polecenie cara Piotra I monaster został otoczony wałem ziemnym i fosą, jak również zabezpieczony poprzez wzniesienie pięciu bastionów. Dzięki temu w 1703 oddział Iwana Nazimowa z powodzeniem odparł ataki szwedzkie na monaster. Była to ostatnia bitwa stoczona na jego terenie. Po podpisaniu pokoju w Nystad i przesunięciu granicy rosyjskiej na wschód obiekt stracił dotychczasowe znaczenie obronne.
W latach 1815–1827 na terenie monasteru wzniesiono cerkiew św. Michała Archanioła, która miała upamiętnić odbicie Połocka z rąk Francuzów w czasie wojny francusko-rosyjskiej (1812) i odparcie agresorów z regionu Pskowa.

### XX wiek
W 1918 monaster został zniszczony przez bolszewików. Remont i rozbudowy jego obiektów były prowadzone w dwudziestoleciu międzywojennym, gdy Pieczory znalazły się na terytorium niepodległej Estonii (jako Petseri). Oznaczało to włączenie monasteru Pskowsko-Pieczerskiego w struktury autonomicznego Estońskiego Kościoła Prawosławnego, a następnie podległego patriarsze Konstantynopola Estońskiego Apostolskiego Kościoła Prawosławnego. Klasztor i miejscowi wierni (Rosjanie, Seto) negatywnie odnieśli się do wystąpienia z jurysdykcji Patriarchatu Moskiewskiego. Przełożony monasteru, biskup pieczorski Jan, za swój sprzeciw w tej sprawie został zmuszony do opuszczenia wspólnoty. Od 1932 do 1940 w klasztorze działało seminarium duchowne.
Po aneksji Estonii do ZSRR w 1940 zakonnicy zarejestrowali klasztor jako „wspólnotę pracy”, by zapewnić jej przetrwanie. Dwie cerkwie monasterskie działały jako parafialne. Nowe władze zamierzały zlikwidować monaster i założyć w jego obiektach muzeum, do czego jednak nie doszło z powodu ataku Niemiec na ZSRR i zajęcia ziem estońskich oraz ziemi pskowskiej przez III Rzeszę. W sierpniu 1943 w monasterze odbyło się spotkanie biskupów działających na okupowanych przez Niemców terytoriach krajów bałtyckich (egzarcha Krajów Bałtyckich metropolita Sergiusz, arcybiskup narewski Paweł, biskup ryski Jan oraz biskup kowieński Daniel).
W końcu lutego 1944 wycofujące się wojska niemieckie wywiozły z monasteru zabytkowe przedmioty przechowywane w klasztorze. W czasie bombardowania Pieczor nocą z 31 marca na 1 kwietnia 1944 w swojej celi zginął schibiskup Makary (Wasiljew), który odmówił schronienia się w klasztornych pieczarach. Innych strat monaster nie poniósł. Wobec sukcesów odnoszonych na froncie przez Armię Czerwoną stało się jasne, że wspólnota znajdzie się w granicach ZSRR. W związku z tym część mnichów zamierzała wyjechać z Pieczor razem z najcenniejszymi przedmiotami należącymi do monasteru i przenieść się na zachód (jak się spodziewano, na ziemie niepodległej Estonii). Druga grupa była zdania, że mnisi powinni pozostać na miejscu i ostatecznie taką podjęto decyzję. 11 sierpnia 1944 wspólnota witała w Pieczorach Armię Czerwoną, wręczając żołnierzom kwiaty, bijąc w dzwony i służąc molebień dziękczynny. Przełożony monasteru brał udział w mityngu ku czci wyzwolenia miasta na zaproszenie sekretarza powiatowej organizacji partyjnej.
W sierpniu 1944 ihumen Paweł zwrócił się do metropolity leningradzkiego Grzegorza z prośbą o powtórne przyjęcie monasteru Pskowsko-Pieczerskiego w jurysdykcję Patriarchatu Moskiewskiego. W październiku tego samego roku przełożony klasztoru został aresztowany przez NKWD i oskarżony o prowadzenie agitacji antyradzieckiej. W latach 1949–1954 budynki monasterskie były remontowane, w latach 60. i 70. XX wieku prowadzono prace konserwatorskie we wnętrzach cerkwi klasztornych, od 1975 do 1988 kompleksowo odnowiono wszystkie świątynie. W 1973 wspólnota odzyskała wyposażenie zrabowane w 1944 przez wycofujących się Niemców.

### XXI w.
Na początku XXI w. monaster był odwiedzany corocznie przez ok. 200 tys. pielgrzymów, którzy przybywają do niego przede wszystkim na patronalne święto Zaśnięcia Matki Bożej.
17 czerwca 2021 r. przy monasterze rozpoczęło działalność seminarium duchowne.
Życiu wspólnoty mniszej z Pieczor poświęcona jest w znacznej części autobiograficzna książka archimandryty Tichona (Szewkunowa) Nieświęci święci.

## Przełożeni[14]

### Ihumeni
- Jonasz
- hieromnich Seliwan
- Jonasz
- Sergiusz
- Szymon
- Doroteusz
- Gerazym
- Korneliusz, 1529–1570
- Sawa, 1571–1572
- Sylwester, po 1572
- Tryfon
- Tichon
- Nikon I
- Melecjusz
- Joachim, 1593–1617

### Archimandryci
- Antoni I, 1617–1621
- Joazaf I, 1621–1627
- Hiob, 1627–1634
- Porfiry, 1634–1639
- Rafał, 1639–1643
- Makary, 1643–1650
- Mitrofan, 1650–1656
- Zozym, 1656–1663
- Gerazym, 1663–1669
- Paisjusz, 1669–1682
- Joazaf II, 1682–1686
- Paisjusz II, 1686–1699
- Korneliusz II, 1699
- Aaron, 1706–?
- Teodozjusz, 1711–1724
- Marceli, 1724–1726
- Filaret, 1726–1729
- Beniamin (Sachnowski), 1730–1731
- Cyryl, 1731–1732
- Ignacy, 1732–1745
- Gennadiusz, 1746–1753
- Józef, 1753–1785
- Warłaam, 1785–1792
- Piotr, 1792–1800
- Benedykt, 1800–1835
- Antoni II, 1835–1944
- Antoni III, 1845–1850
- Nikon II, 1850–1856
- Apollo, 1856–1864
- biskup pieczorski Teognost, 1864–1868
- biskup pieczorski Paweł 1868–1882
- biskup pieczorski Nataniel, 1882–1885
- Innocenty, 1890–1894
- Metody (Chołmski), 1894–1906
- Nikodem (Woskriesienski), 1906–1914
- Augustyn (Sinajski), 1914–1917
- Aleksander (Pietrowski), 1917–1919
- Arkadiusz (Czank), 1919–1920
- Jan (Bulin), 1920–1932
- Mikołaj (Leisman), 1932–1940 (w jurysdykcji Estońskiego Apostolskiego Kościoła Prawosławnego)
- Parteniusz (Szatinin), 1940–1941
- Paweł (Gorszkow), 1941–1944
- Agaton (Bubic), 1944–1946
- Nikon (Miko), ihumen, 1946
- Nektariusz (Grigorjew), 1946–1947
- biskup Włodzimierz (Kobiec), 1947–1949
- Pimen (Izwiekow), 1949–1953
- Sergiusz (Gawriłow), 1954–1956
- Augustyn (Sudopłatow), 1956–1959
- Alipiusz (Woronow), 1959–1975
- Gabriel (Stebluczenko), 1975–1988
- Paweł (Ponomariow), 1988–1992
- Roman (Żeriebcow), 1992–1995
- Tichon (Siekrietariew), 1995–2018
- metropolita Tichon (Szewkunow), 2018-2023
- biskup Arseniusz (Pieriewałow), 2023[15]-2024
- biskup Mateusz (Kopyłow), od 2024[16]